# Arenaria galliformis
Arenaria galliformis là loài thực vật có hoa thuộc họ Cẩm chướng. Loài này được C.Y. Wu mô tả khoa học đầu tiên năm 1993.